# Lagen om genetisk integritet m.m.
Lagen om genetisk integritet m.m. (2006:351) är en svensk lag med bestämmelser om begränsningar i användningen av viss bioteknik som utvecklats för medicinska ändamål. Syftet med lagen är att värna den enskilda människans personliga integritet.
Lagen omfattar genetiska undersökningar, genetisk information, genterapi och viss befruktning. Lagen innehåller också ansvarsbestämmelser för handel med humanbiologiskt material.
Lagen förbjuder villkor för ett avtal att den andra parten skall genomgå en genetisk undersökning eller lämna genetisk information om sig själv men gör undantag för försäkringsbolag som tillåts "efterforska eller använda genetisk information  i samband med ingående, ändring eller förnyelse av avtal".